# Sällstorp
Sällstorp är kyrkbyn i Sällstorps socken i Varbergs kommun, Hallands län, cirka 4 kilometer öster om Åsby vid vägen mot Grimmared-Kungsäter. Sällstorp avgränsades som en småort mellan 1995 och 2000 och åter mellan 2015 och 2020. Sällstorp hade 1995 51 invånare, vilket var en ökning med 7 personer sedan 1990, då folkmängden var 44. 
Sällstorps kyrka är känd för sina takmålningar.